# Lusthaus (Čížov)
Lovecký letohrádek Lusthaus stojí na území NP Podyjí, nedaleko obce Lesná směrem na hranice s Rakouskem, ovšem spadá pod Čížov, část obce Horní Břečkov.

## Historie
Letohrádek nechal v roce 1780 postavit majitel vranovského panství Michal Josef Althan. Letohrádek se nacházel uprostřed dnes zaniklé Čížovské obory, v centru paprsčitě se sbíhajících cest. Původní podoba objektu se dochovala na vedutě na vranovském zámku. Po požáru ve 2. polovině 19. století prošel přestavbou a dostal dnešní podobu. V roce 2002 byl objekt zrekonstruován a je ve správě Správy Národního parku Podyjí.

## Popis
Jedná se o patrovou stavbu na půdorysu nepravidelného šestiúhelníka, původně vystavěnou v pozdně barokním až klasicizujícím stylu. V přízemí docházelo k přípravě jídel a také sloužilo jako odkladiště zvěřiny a šatstva. Šlechta využívala místnost v patře, kde se pořádaly hostiny a jiné společenské akce. Celé patro obíhal ochoz krytý spolu s centrální částí mansardovou střechou. Tu v nárožích podepírala čtveřice sloupů. Po přestavbě ji nahradila současná jehlancová střecha.

## Dostupnost
Letohrádek je dostupný po žluté turistické značce od obce Lesná, která dále pokračuje k ledovým slujím.